# Vermiliopsis monodiscus
Vermiliopsis monodiscus är en ringmaskart som beskrevs av Zibrowius 1968. Vermiliopsis monodiscus ingår i släktet Vermiliopsis och familjen Serpulidae. Inga underarter finns listade i Catalogue of Life.